# Karmelitenkloster Magdeburg
Das Kloster der heiligen Maria vom Berge Karmel (auch Kloster der weißen Mönche) war ein Kloster des Ordens der Karmeliten vom 14. bis zum 16. Jahrhundert.

## Lage
Das Kloster befand sich in der Siedlung St. Michael südlich der Magdeburger Altstadt nahe der Stadtmauer. Heute ist die Lage westlich des Breiten Wegs in der Nähe des Kulturhistorischen Museums. Von der Anlage sind keine Reste bekannt. Die genaue Lage ist unbekannt.

## Geschichte
1338 wurde der Konvent mit Prior und Lesemeister erstmals erwähnt, als er der Altstadt Magdeburg zusichern musste, die zu errichtenden Gebäude wieder einreißen zu lassen, falls die Altstadt dies verlange. Kurz davor muss die formelle Gründung des Klosters erfolgt sein.
Das Kloster beherbergte ein Partikularstudium. Termineien sind nicht bekannt.
1545 mussten die Mönche dann das Kloster auf Veranlassung des Rates der Altstadt verlassen, die an dieser Stelle eine Verstärkung der Verteidigungsanlage an der Stadtmauer errichtete.